# Maja Valles
Maja Valles ist ein 1515 km langes System von Ausflusstälern auf dem Mars. Die Valles (lateinisch für Täler) wurden 1979 nach dem nepalesischen Wort für „Mars“ benannt.

## Beschreibung
Das von Wasser ausgewaschene Talsystem befindet sich im Lunae-Palus-Gradfeld und zieht sich entlang des Grenzgebiets der Hochländer Lunae Planum und Xanthe Terra. Es beginnt im Canyon Juventae Chasma und endet in der nördlichen Tiefebene Chryse Planitia. Teile wurden mit der Zeit von vulkanischen Auswurfmaterial begraben. Auf Fotografien mittels der Viking-Sonden wurden weitere Ausflusstäler gefunden; sie zeigen, dass Wasser aufgestaut wurde, später durch die Dämme gebrochen ist und tiefe Täler hinterließ.